# Hakenwanze

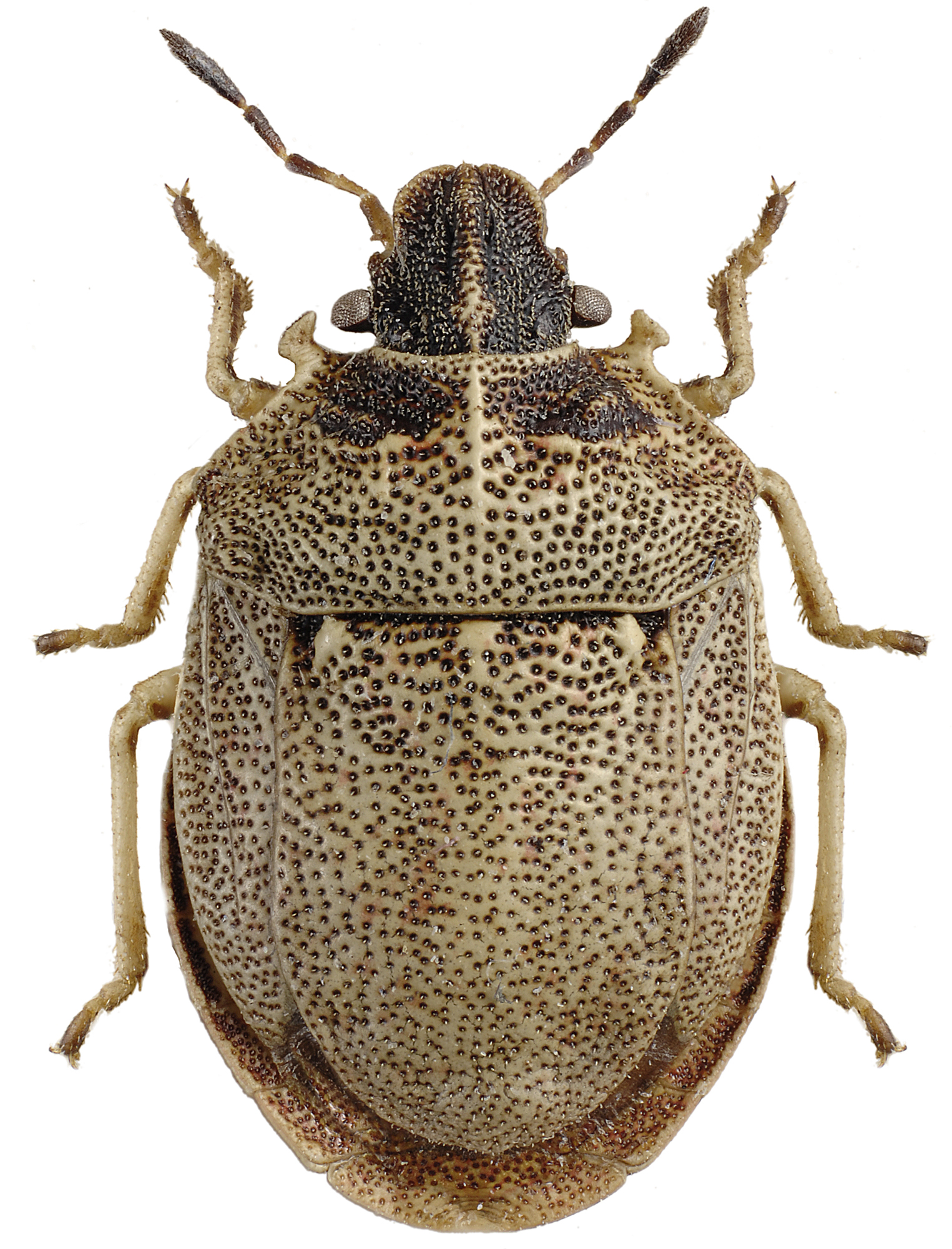
Präparat

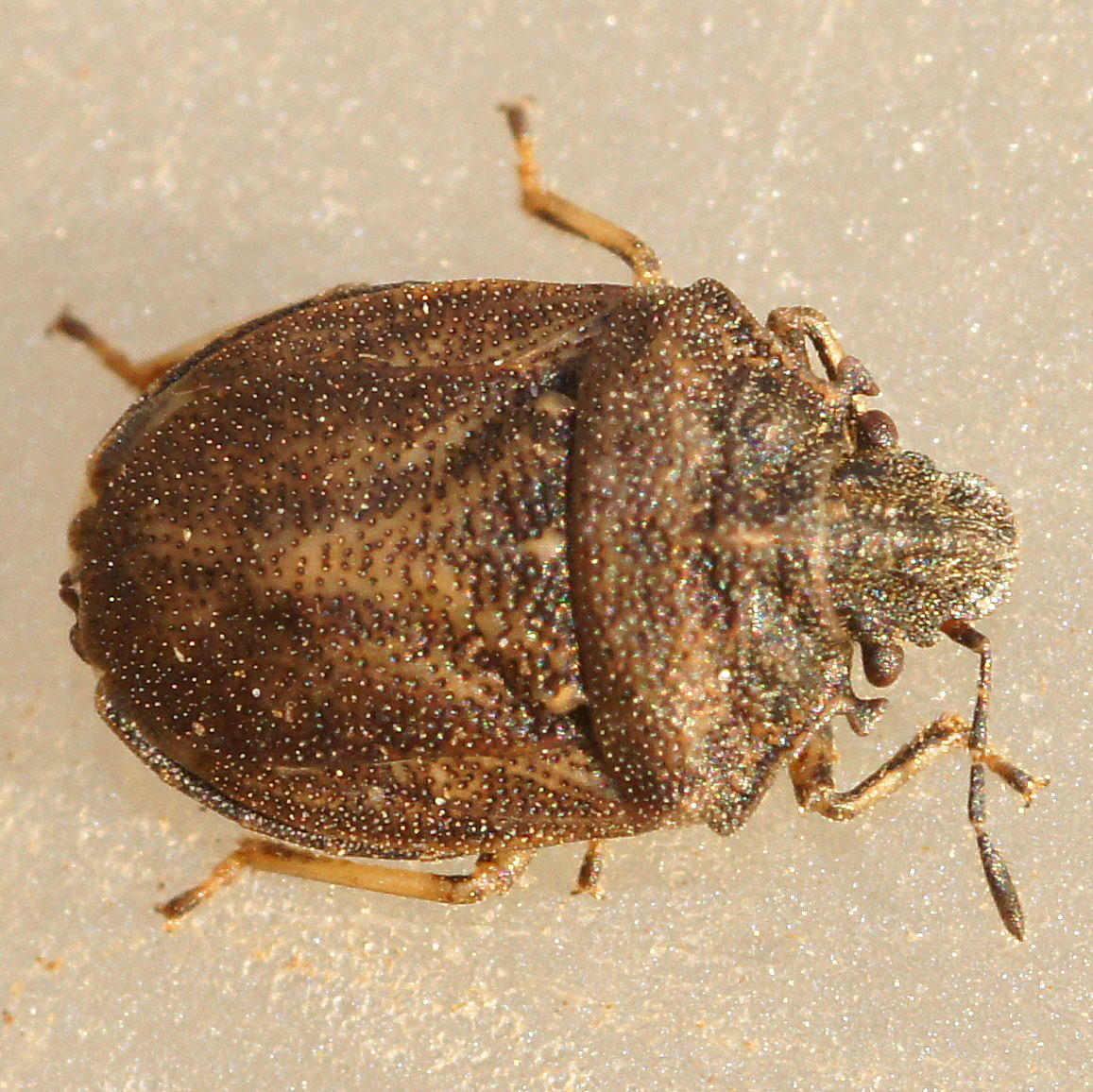

Die Hakenwanze (Podops inunctus), auch Amboss-Schildwanze genannt, ist eine Wanze aus der Familie der Baumwanzen (Pentatomidae).

## Merkmale
Die Wanzen werden 5,0 bis 6,5 Millimeter lang. Sie sind anhand ihres zungenförmigen Schildchens (Scutellum), das die Hinterseite des Hinterleibs erreicht, und anhand zweier kleiner Fortsätze am Pronotum beidseits des Kopfes eindeutig bestimmbar.

## Verbreitung und Lebensraum
Die Art ist in Europa vom nördlichen Mittelmeerraum bis in den Süden Skandinaviens und auf den Britischen Inseln verbreitet. Im Osten reicht die Verbreitung bis nach Sibirien und Zentralasien. In Mitteleuropa ist die Art verbreitet und nicht selten, wird aber auf Grund ihrer versteckten Lebensweise nur selten gefunden. Sie ist im Süden und Zentrum von England ebenso verbreitet und ziemlich häufig. Besiedelt werden trockene bis feuchte, offene Lebensräume. Man findet die Art auch an Gewässerufern im Überschwemmungsbereich, weswegen die Art häufig mit Frühjahrshochwassern verfrachtet wird.

## Lebensweise
Man findet die Tiere am Boden. Sie ernähren sich vermutlich polyphag und wurden an Nelkengewächsen (Caryophyllaceae), Lippenblütlern (Lamiaceae) und Süßgräsern (Poaceae) nachgewiesen. Man hat die Tiere aber auch an Aas und Kot von Säugetieren gefunden, wobei unklar ist, ob dies für die Ernährung der Tiere von Relevanz ist. Die Überwinterung erfolgt als Imago, die Paarung findet im Mai und Juni statt. Die Weibchen legen ihrer Eier in Gelegen von sechs bis acht Stück an den Nahrungspflanzen ab. Die adulten Tiere der neuen Generation treten ab August auf. Pro Jahr wird eine Generation ausgebildet.

## Belege